# 高橋裕二郎
高橋 裕二郎（たかはし ゆうじろう、1981年1月13日 - ）は、日本の男性プロレスラー。日本体育大学卒業。新潟県新潟市出身。新日本プロレス所属。血液型A型。

## 経歴

### 学生時代 - 入門以前
小・中学時代は野球部に所属し、捕手を務めていた。東京学館新潟高校時代にレスリングを始める。その後、日本体育大学へ進学し4年生の2002年に全日本学生選手権グレコローマン84kg級王座 を獲得した。同大学卒業後、保健体育の非常勤講師と居酒屋でのアルバイトをしながら生活をし続けていたが、本人は「これではオリンピックどころか全日本チャンピオンにもなれない」と考え始め、プロレスラーになる道を選んだ。2003年末に行なわれた新日本プロレス入門テストに参加し、これに合格を果たし同団体に入門した。

### 若手時代
新日本プロレスに半年の練習生期間を経て、2004年7月26日後楽園ホール大会の山本尚史（現・ヨシタツ）を相手に「高橋裕次郎」としてデビューを飾る。ちなみに、デビュー時のコスチュームは近年では異例のアマレスパンツという出で立ちだった。2005年11月4日、成瀬昌由とシングルマッチで対戦し首固めで勝利を収めたが、この試合でアゴを骨折し長期欠場に陥った。2006年3月、復帰を果たした。
2007年3月、田口隆祐に次ぐ門下生第2号としてサムライジムの一員となり、5月22日に稔の保持するIWGPジュニアヘビー級王座に初挑戦。6月にはBEST OF THE SUPER Jr.に初出場を果たし、今大会優勝者だったミラノコレクションA.T.から勝利を収めた。
2008年3月、内藤哲也とタッグチーム「NO LIMIT」を結成する。この結成を機にコスチュームもオレンジを基調としたタイツに変更した。4月13日後楽園大会で獣神サンダー・ライガー&AKIRA組が保持するIWGPジュニアタッグ王座に挑戦。敗れはしたものの、高橋もレジェンド相手に物怖じしないファイトを見せて注目を浴びた。10月13日、DESTRUCTION'08にて、稔&プリンス・デヴィット組に勝利を収め、内藤と共に第22代IWGPジュニアタッグ王者に輝く。二度目の挑戦にして、悲願の初タイトルを獲得した。その後、邪道&外道組と対戦し、初防衛に成功した。
2009年1月4日、レッスルキングダムIIIの舞台でモーターシティ・マシンガンズ（アレックス・シェリー&クリス・セイビン組）に敗れ、王座から陥落する。2月、両国大会の4wayタッグマッチに勝利し、内藤と共にTNAに参戦。3月31日、TNAオーランド大会でモーターシティマシンガンズに再戦も勝利はならなかった。さらに自らを鍛えあげるためにとそのままTNAに継続参戦。4月19日、シックスサイドスチール3way形式のタイトルマッチに挑戦。しかし、内藤が直前の試合で左膝を負傷するアクシデントが発生し本領発揮はならず、ここでも敗北を喫した。5月からメキシコに舞台を移し、5月29日に内藤、ドス・カラス・ジュニアと組みCMLLに初登場する。以降継続的に参戦して活躍するも、12月4日に行われたエル・テリブレ&テハノ・ジュニア組との髪切りマッチに敗れ、丸坊主となった。

### CHAOS時代
2010年1月4日、内藤と共にヘビー級へ転向を宣言し新日本に凱旋する。レッスルキングダムIVの舞台でチーム3D（ブラザー・レイ&ブラザー・ディーボン組）が保持するIWGPタッグ王座に挑戦（この試合は3wayマッチとして行われ、もう一組の挑戦者はジャイアント・バーナード&カール・アンダーソン組）。この試合に勝利し、第55代IWGPタッグ王者に就いた。3月5日よりリングネームを本名である「高橋裕二郎」に変更して再始動する。4月4日、内藤と共にヒールユニット「CHAOS」に加入した。5月3日、レスリングどんたく 2010にて、青義軍（永田裕志&井上亘組）、BAD INTENTIONS（バーナード&アンダーソン組）を相手にIWGPタッグ選手権試合3WAYマッチを行うも、井上がアンダーソンからピンフォール勝ちを収めたため、同王座から陥落した。高橋は試合終了後、「俺たちは負けていない」コメントを残し、内藤と共に再戦を訴える。翌6月19日に3WAYイリミネーションルール、7月19日に巴戦ルールとして同カードが実現したが、いずれも敗北を喫し、返り咲きはならなかった。10月、G1 TAG LEAGUEではNO LIMITとして出場。リーグ戦をBブロック1位で通過してトーナメント準決勝で日墨マッスルオーケストラ（中西学&ストロングマン組）に勝利するも、決勝戦で青義軍（永田&井上組）に敗れ、準優勝となった。
2011年3月のNEW JAPAN CUP（以降NJC）に出場するも、一回戦の中西戦で敗退した。その後、シングルで目覚ましい成果を出し始めた内藤とは対照的に全く結果を残せない状態が続き、次第にパートナーの内藤との間に不協和音が生じた。4月3日後楽園ホール大会の試合後に握手を交わし、一時は関係が修復したものの5月3日、レスリングどんたく 2011にてBAD INTENTIONSが保持するIWGPタッグ王座に挑戦したが敗れた。試合後、高橋は内藤をリング上で置き去りにして早々と退場した。26日、高橋は田中将斗を加えた6人タッグマッチの試合中に内藤からのタッチを拒否したり、背後から攻撃を仕掛けるといった行動を起こした。試合終了後、高橋は内藤を東京ピンプスで追撃した後に「コンプリート・プレイヤーズ」と結託しNO LIMITの解散を宣言、同時に内藤をCHAOSから追放した。その後、高橋は内藤と抗争を展開して6月18日、DOMINION6.18の舞台で内藤とシングルマッチで対戦し、東京ピンプスで快勝を収める。8月のG1 CLIMAXでは公式戦で再び内藤と対戦し勝利を収めたが9月19日神戸大会で敗れる。対内藤戦における戦績で初の黒星を喫した。

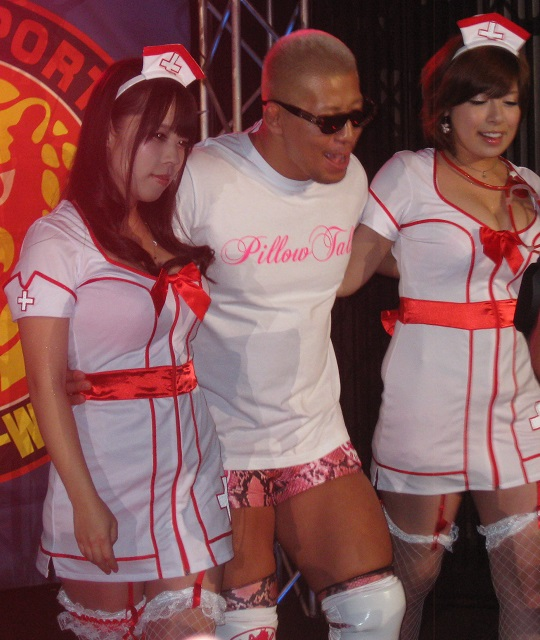
河西あみ（左）、彩佳リリス（右）と共に入場する高橋。

12月24日、高橋は後楽園大会にて後藤洋央紀とのシングル戦の試合前にマイクでセクシャル口撃を浴びせ、この日を境に発言、行動と共にR指定キャラを前面に押し出している。2012年に入ってからはサングラスを掛け、腰にピンクのバスタオルを巻いて入場し、リングサイドに女性ファンがいると抱擁やキスをせがんで来る、セクシー女優を侍らせて入場する、試合前には対戦相手を罵る、会場内の女性を口説くといったマイクアピールで観衆からブーイングや顰蹙を買っている。8月、三年連続でG1に出場し初開催となる新潟市体育館で棚橋弘至と対戦。高橋が地元新潟の出身ということもあり、「裕二郎」コールを湧き上がらせる健闘を見せた。結果的に敗れ、3勝5敗と予選落ちとなるも今大会でいくつもの好勝負を繰り広げ、その才能を開花させた。その後、高橋はG1公式リーグ戦中に膝を負傷した内藤を付け狙った。10月8日、KING OF PRO-WRESTLINGにて内藤と対決、高橋は内藤の負傷している膝を徹底的に攻めてレフェリーストップ勝ちを収めると、試合後にも椅子で内藤の膝を打ち付け、ついに内藤を長期欠場に追い込んだ。そして同大会メインイベント終了後、IWGPヘビー級王座の防衛に成功した棚橋の前に姿を現し、10年前の2002年に棚橋の身に起こった刺傷事件 を引っ張り出したマイクアピールで同王座に挑戦を表明した。11月11日、POWER STRUGGLEにて棚橋の保持するIWGPヘビー級王座に初挑戦したが、棚橋のハイフライフローでピンフォール負けを喫した。
2013年2月、真壁刀義との抗争を展開させるが、負け越しのままで終結した。4月、プロレスリング・ノアのグローバル・タッグ・リーグ戦にマイバッハ谷口とのタッグで出場。同大会終了後もノアへの参戦を続けていたものの、6月2日の博多スターレーン大会における高橋&谷口vs丸藤正道&モハメド・ヨネ戦で自身のスピアーが誤爆して谷口がピンフォール負けを奪われ、谷口がラリアットを見舞ったことでタッグを解消。6月30日の後楽園ホール大会で谷口との完全決着戦を行ったものの谷口の反則負けにより抗争は終了した。10月14日のKING OF PRO-WRESTLINGの舞台では、内藤の保持する東京ドーム・IWGPヘビー級王座挑戦権利証ならびにNEVER無差別級王座に挑戦したが、敗れて奪取には至らなかった。

### BULLET CLUB時代

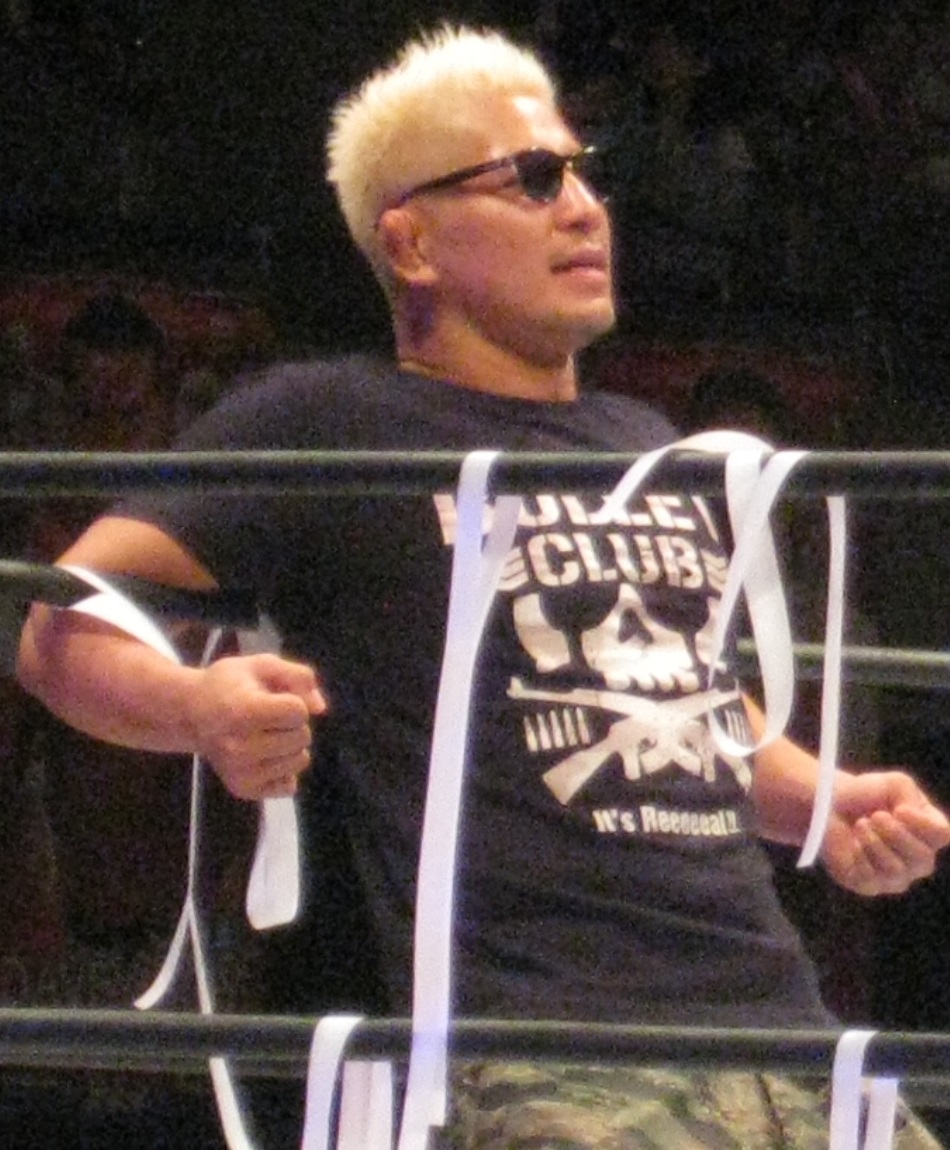
2014年、日本人レスラーとしては初となるBULLET CLUB入りを果たした高橋。

2014年に入ると、新日本年間最大のビッグマッチとなるレッスルキングダムにカードが組まれずに欠場。3月のNEW JAPAN CUPでは出場こそはしたものの、シェルトン・X・ベンジャミンにピンフォール負けを喫し、一回戦で敗退した。その後シリーズには帯同しながらも、INVASION ATTACK、レスリングどんたくといったビッグマッチではカードが組まれずに出場の機会が減少。4月シリーズのRoad to レスリングどんたくでは各大会で無気力ファイト、自軍の敗戦が濃厚になると足早に退場するといった単独行動が目立つようになり、高橋は自身のTwitterでビッグマッチで自分の試合が組まれないことに対する会社への不満をツイートするようになる。5月3日、レスリングどんたく 2014にて行われたAJスタイルズvsオカダ・カズチカのIWGPヘビー級選手権試合の試合中に突如乱入しオカダに対してラリアット、東京ピンプスを見舞いAJの勝利をアシスト。試合後、高橋はCHAOSを脱退し「BULLET CLUB」に加入した。6月29日、後楽園大会にて石井智宏の保持するNEVER無差別級王座に挑戦、マイアミ・シャインで石井からピンフォールを収め第4代王者に輝き、自身初となるシングル王座を手に入れた。
2015年9月3日、首の負傷が回復せず、長期欠場することが発表された。11月21日から開催のワールド･タッグ･リーグ2015シリーズで復帰。AJスタイルズとタッグを組んでWORLD TAG LEAGUE 2015に参戦したが、スタイルズが腰の負傷により12月5日以降のシリーズを欠場した為、勝ち点2でリーグ戦を終えた。
2019年1月4日、THE ELITE組（ハングマン・ペイジ＆裕二郎＆マーティー・スカル）で1.4東京ドームの第0試合「NEVER 6人タッグ王座ナンバーワン・コンデンダー・ガントレットマッチ」に出場。試合はセコンドのチェーズ・オーエンズにペイジがフロントハイキックを誤爆させた際に裕二郎がペイジに詰め寄るとそれにエキサイトしたペイジが裕二郎を突き飛ばし、それをデビッド・フィンレーがスクールボーイで丸め込まれて敗退し、ペイジ＆スカルと遺恨を残す。1月5日の後楽園大会にて石森、トンガ、ロア組が挑戦したNEVER6人タッグ選手権の試合終盤、オーエンズと共に試合に乱入しBULLET CULB組が勝利を収める。試合終了後にお互いを認め、オーエンズと高橋は再び「BULLET CLUB」へと戻った。目の負傷により2月25日から長期欠場を余儀なくされる。6月14日の第6試合で復帰。17日の後楽園ホール大会の第5試合で「NEVER無差別級6人タッグ選手権試合」にチェーズ・オーエンズ、エル・ファンタズモとトリオを組んで挑戦したが、敗退した。
2020年6月16日から開幕したNEW JAPAN CUP 2020に出場。6月23日の第三試合で後藤と対戦するが、GTRを決められ1回戦で敗退となった。7月11日、NEW JAPAN CUP 2020決勝戦、オカダvs EVILの試合に乱入、オカダにマイアミシャインを喰らわせ、EVILの勝利をアシストした。これにより、オカダとの遺恨が勃発した。翌12日で高橋は石森とタッグを組んでオカダ&後藤組と対戦し、ブラディークロスからのピンプジュースで後藤から勝利を収める。高橋は試合後、オカダにピンプジュースを喰らわせた。7月25日、愛知県体育館大会にてオカダとの約5年ぶり（G1 CLIMAX25公式戦以来）のシングルを戦う。最後はオカダの変形コブラクラッチでギブアップ負けを喫した。が、高橋は諦めず「もう1回だ。次はよ、必ずお前を引きずり下ろす！これマジ！」とシングル再戦を要求した。8月6日、第21代NEVER無差別級6人タッグ王座決定トーナメント1回戦にてオカダ&矢野&SHO組と対戦。高橋は邪道&外道と組んで挑むが、敗戦した。その後、オカダがリング上で「裕二郎さん、KOPW、出るんですよね？　出るんだったらさ、もう一回戦、ここでいいじゃん」と対戦をアピールした。そして、8月27日に行われるKOPW2020の1回戦でオカダとの試合が組まれた。ファン投票の結果、オカダが提案した1vs3ハンディキャップマッチ（オカダvs裕二郎&邪道&外道）が決定した。

## 人物
- 本名は高橋裕二郎であるものの、多くの書類で「裕次郎」と誤植され「それなら石原裕次郎にあやかろう」と「高橋裕次郎」のリングネームでデビュー。3戦目より「裕次郎」に再改名した。
- テキーラ愛好家として知られており、2009年のメキシコ遠征中の際に飲んだテキーラの美味しさに感動を覚えたという[21]。現在では自宅にプレミアム・テキーラを40本以上所有しており、2013年にはテキーラ・マエストロ（第23期）の資格を取得している[22][23]。
- 前述にもあるように小・中学時代は野球に打ち込んでいたが、県大会の試合で自分のエラーが原因でチームが敗けてしまい、以来ボールを握ることが儘ならない状態（イップス）に陥り、野球から離れた[1]。
- 顎の骨折による入院中、看護師の目を盗んで病院から脱走し、ジムでトレーニングしたことを主治医にバレてしまい怒られた。棚橋曰く「退院したら、入院前より体がビルドアップされていた」とのこと。
- レスリング日本選抜選手権代表の岩崎裕樹は同級生で今も友人でもある。
- 料亭料理長の父親を持ち、道場でその腕を振るう。現在は地元の新潟で居酒屋定食「たかはし」を開業している。
- BULLET CLUB加入後、他の外国人選手とのコミュニケーションを図れるように、英会話と英文法の勉強を週に2日行なっている[24]。
- 非常に練習熱心で棚橋によると「ジムに行くと必ず先に裕二郎がいる」とのこと。

## 得意技

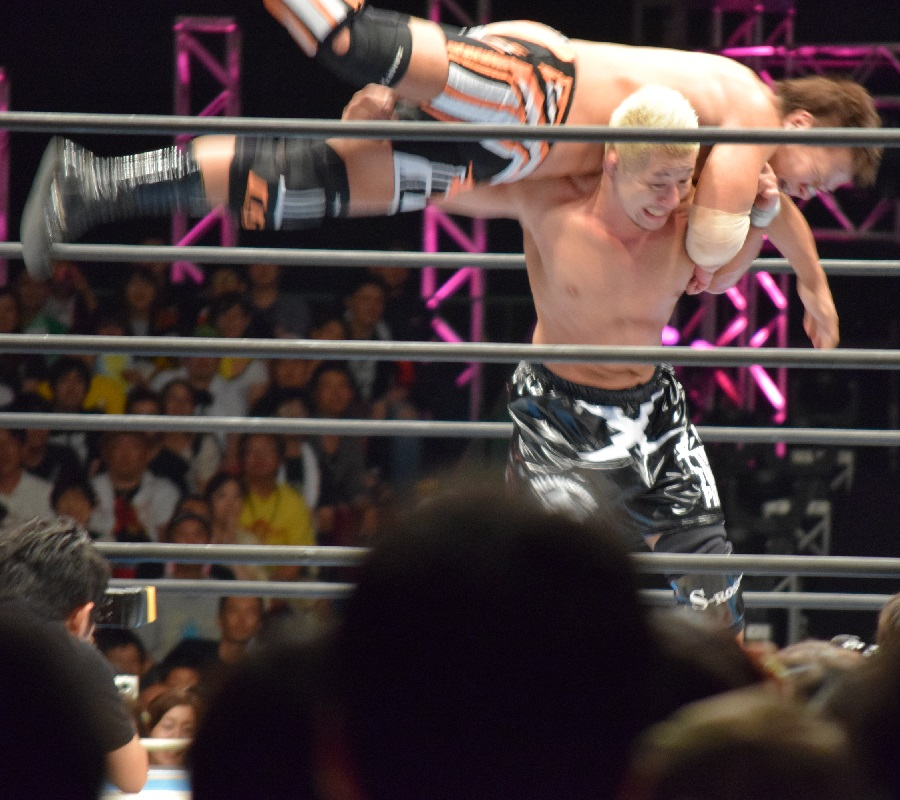
小島聡にマイアミ・シャインを放つ高橋。

BIG JUICE
いわゆるインプラントDDTで、G1 CLIMAX 31飯伏戦より使用。
ピンプジュース
両膝をついた相手の頭部を右脇に抱え込み、左足を後ろに振り上げながら反動をつけ、自ら背中から倒れこみ相手を頭頂部からマットに突き刺す。ショーン・デバリが使用していたWMDと同型。
2016年7月23日より新たに使用し始めた高橋のフィニッシャー。自身より体格の大きな相手との試合のために持ち上げなくても仕掛けることができることを念頭に置いた上で考えた技。振り上げた足の反動に加え、思いっきり後ろ受け身を取ることで相手へのダメージを増幅させることがポイントで、数ある必殺技の中でもしっくりくる技と公言している。技名は「異性を惹きつけるもの」の意。
マイアミ・シャイン
BULLET CLUB加入後の高橋のフィニッシュ・ホールド。いわゆる変形リバース・デスバレーボム。
ファイヤーマンズキャリーの体勢で相手を肩に担ぎ上げた後、相手の頭を抱え込んだ側に体を捻り、その反動を利用して逆側へ体を回転させながら相手を後頭部から背中にかけてマットに叩きつける。
高橋の元パートナーである内藤が使用していたエボルシオンと同型。
なお、この技を開発するヒントとして高橋の前タッグパートナーだった内藤とのタッグ・チーム「NO LIMIT」の合体技の一つだった、「リミット・レス・エボリューション」を参考にしたと語っている。
インカレスラム
ケイン攻撃
。

## タイトル歴
新日本プロレス
- NEVER無差別級王座 : 1回（第4代）
- IWGPジュニアタッグ王座 : 1回（第22代, w / 内藤哲也）
- IWGPタッグ王座 : 1回（第55代, w / 内藤哲也）
- NEVER無差別級6人タッグ王座 : 4回（第2代,22代,24代,30代 w / バッドラック・ファレ & タマ・トンガ、 EVIL & SHO×2、成田蓮&SHO）

CMLL
- トルネオ・ラ・グラン・アルテルナティーバ 優勝 : 1回（2009年, w / OKUMURA）

## 入場テーマ曲
- HARLEM NIGHTS[28]

2016年8月 - 現在まで使用。
- ALL NIGHT LONG[28]

2013年5月 - 2016年8月まで使用。
- Caboose / Sugar Ray

コンプリート・プレイヤーズ加入時の入場曲。2011年6月 - 2013年4月まで使用。
- Du Hast / Rammstein

NO LIMIT凱旋後の入場曲。
- No limit / 2 Unlimited

NO LIMIT結成時の入場曲。凱旋後は勝利用テーマ曲として使用。
- Huge Gliding

NO LIMIT結成以前の入場曲。
- S.W.A.T.911

新人時代のテーマ曲。

## 映画出演
- Bros.マックスマン - ユーリ 役[29]